# Волупия
Волупия (Волуптас) — у древних римлян и греков богиня, олицетворение удовольствия и веселья. Имела в Риме небольшое святилище на Палатине. Этим же именем римские жрецы называли олицетворённую voluptas (сладострастие).
Апулей называл Волупию дочерью Психеи и Эрота.